# 科洛尼爾帕克

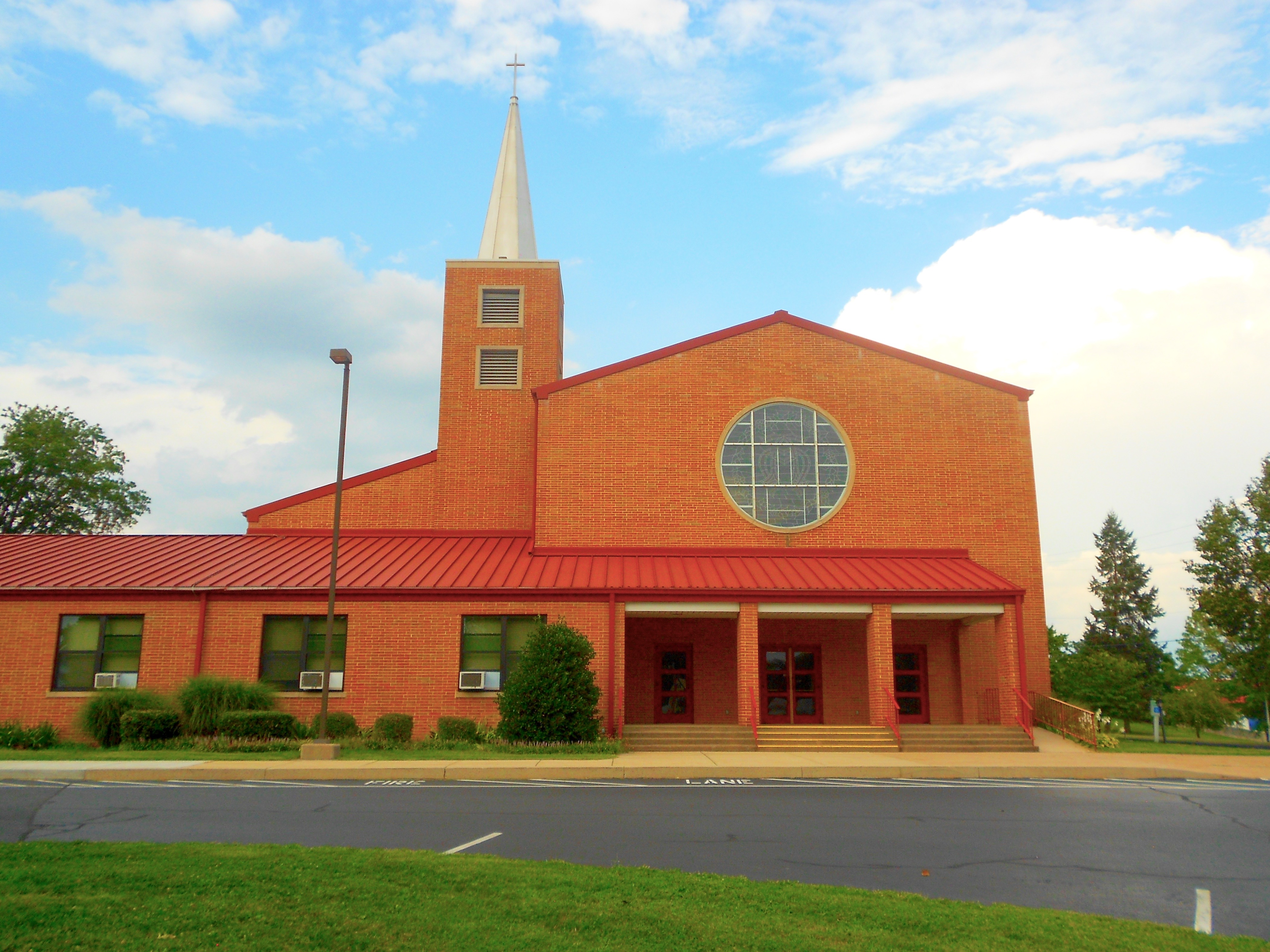
科洛尼爾帕克

科洛尼爾帕克（Colonial Park）是位於美國賓夕法尼亞州道芬縣的一個非建制地區和普查规定居民点（CDP），由道芬縣下帕克森鎮區管轄，2020年有人口16,243人。